# Rita Moreno
Rita Moreno (Humacao, 1931. december 11.) Oscar-díjas Puerto Ricó-i színésznő. 
Azon kevés személyek közé tartozik, akik Primetime Emmy-, Grammy-, Oscar- és Tony-díjat is nyertek (EGOT).

## Élete és pályafutása
1931-ben Rosa Dolores Alverio néven született Puerto Ricóban. Már fiatalon elkezdte karrierjét a showbizniszben, tizenévesen fellépett a Broadwayn és első filmszerepében, és nagyjából ugyanekkor hagyta ott az iskolát is.
Morenót híressé a West Side Story című musical (1961) tette, ami Shakespeare Rómeó és Júlia című műve által ihletett modern adaptációnak számított. Sokoldalú alakításáért elnyerte a legjobb női mellékszereplőnek járó Oscar-díjat - és ezzel ő lett az első nyertes spanyolajkú színésznő ebben a kategóriában.
A West Side Story sikerét követően Moreno számos érdekes színpadi és filmszerepet vállalt. Olyanokkal lépett fel, mint Marlon Brando, Jack Nicholson és James Garner. Karrierje újabb érdekes fordulatot vett az 1970-es években, amikor csatlakozott a The Electric Company című gyermek-tévéműsor szereplőihez. Hat évadon keresztül maradt a műsorban, és ismert lett védjegyévé vált mondásáról: "Hé, srácok". Ő és a többi szereplő 1972-ben Grammy-díjat nyert a műsor filmzenéjéért.
Néhány évvel később Moreno elnyerte a legjobb színésznőnek járó Tony-díjat a Broadwayn játszott The Ritz (1975) című darabban nyújtott alakításáért. Ezután két Emmy-díjat is bezsebelt a The Muppet Show-ban (1977) és a Rockford nyomozban (1978) való vendégszerepléséért. Moreno egyike azon keveseknek, akik mind a négy nagy szórakoztatóipari kitüntetést - Emmy-, Tony-, Oscar- és Grammy-díjat (más néven EGOT) - megkapták.
2021-ben Steven Spielberg bemutatta a West Side Story remake-jét, aminek Moreno is producere volt, és kisebb szerepet is vállalt. 

## Magánélete
Moreno, akit egykor romantikus kapcsolat fűzött Marlon Brandóhoz, 1965-ben feleségül ment Dr. Leonard Gordonhoz. A párnak egy lánya, Fernanda és két unokája van. Férje 2010-ben, 90 éves korában halt meg.

## Filmográfia

### Film
| Év   | Magyar cím                     | Eredeti cím                                       | Szerep                         | Magyar hang      |
| ---- | ------------------------------ | ------------------------------------------------- | ------------------------------ | ---------------- |
| 1950 |                                | So Young So Bad                                   | Dolores Guerrero               |                  |
| 1950 | Halászlegény frakkban          | The Toast of New Orleans                          | Tina                           | Németh Borbála   |
| 1950 |                                | Pagan Love Song                                   | Terru                          |                  |
| 1952 | Ének az esőben                 | Singin’ in the Rain                               | Zelda Zanders                  |                  |
| 1952 |                                | The Fabulous Senorita                             | Manuela Rodríguez              |                  |
| 1952 |                                | Cattle Town                                       | Queli                          |                  |
| 1952 |                                | The Ring                                          | Lucy Gomez                     |                  |
| 1952 |                                | Ma and Pa Kettle on Vacation                      | Soubrette (nincs a stáblistán) |                  |
| 1953 |                                | Fort Vengeance                                    | Bridget Fitzigibbon            |                  |
| 1953 |                                | Latin Lovers                                      | Christina                      |                  |
| 1953 |                                | El Alaméin                                        | Jara                           |                  |
| 1954 |                                | Jivaro                                            | Maroa                          |                  |
| 1954 |                                | The Yellow Tomahawk                               | Honey Bear                     |                  |
| 1954 | A bűn kertje                   | Garden of Evil                                    | Cantina énekes                 |                  |
| 1955 |                                | Untamed                                           | Julia                          |                  |
| 1955 |                                | Seven Cities of Gold                              | Ula                            |                  |
| 1956 |                                | The Lieutenant Wore Skirts                        | Sandra Roberts                 |                  |
| 1956 | Anna és a sziámi király        | The King and I                                    | Tuptim                         |                  |
| 1956 |                                | The Vagabond King                                 | Huguette                       |                  |
| 1957 | Vadölő                         | The Deerslayer                                    | Hetty Hutter                   |                  |
| 1960 |                                | This Rebel Breed                                  | Lola Montalvo                  |                  |
| 1960 |                                | Operesyon Stragglers                              | ismeretlen szerep              |                  |
| 1960 |                                | Mga alamat ng sandaigdig                          | Harmadik Történet              |                  |
| 1961 | West Side Story                | West Side Story                                   | Anita                          | Felföldi Anikó   |
| 1961 | Nyár és füst                   | Summer and Smoke                                  | Rosa Zacharias                 |                  |
| 1962 |                                | Samar                                             | női elítélt                    |                  |
| 1963 |                                | Cry of Battle                                     | Sisa                           |                  |
| 1969 | Lidércnyomás                   | The Night of the Following Day                    | a szőke nő                     | Orosz Anna       |
| 1969 | Papi                           | Papi                                              | Lupe                           | Udvaros Dorottya |
| 1969 | Papi                           | Papi                                              | Lupe                           | Götz Anna        |
| 1969 | A kicsi nővér                  | Marlowe                                           | Dolores Gonzáles               |                  |
| 1971 | Testi kapcsolatok              | Carnal Knowledge                                  | Louise                         | Zsolnai Júlia    |
| 1971 | Testi kapcsolatok              | Carnal Knowledge                                  | Louise                         | Keönch Anna      |
| 1976 | Ritz fürdőház                  | The Ritz                                          | Googie Gomez                   | Földessy Margit  |
| 1978 | A főnök fia                    | The Boss' Son                                     | Esther Rose                    |                  |
| 1979 | Brekiék Hollywoodban           | The Muppets Go Hollywood                          | önmaga                         | Pálos Zsuzsa     |
| 1980 |                                | Happy Birthday, Gemini                            | Lucille Pompi                  |                  |
| 1981 | A négy évszak                  | The Four Seasons                                  | Claudia Zimmer                 | Borbás Gabi      |
| 1991 |                                | Age Isn't Everything                              | Rita                           |                  |
| 1993 | Olasz film                     | Italian Movie                                     | Isabella                       |                  |
| 1994 | Úgy szeretem így               | I Like It Like That                               | Rosaria Linares                |                  |
| 1995 | Kerek világ                    | Angus                                             | Madame Rulenska                | Zsolnai Júlia    |
| 1998 | Beverly Hills csórói           | Slums of Beverly Hills                            | Belle                          |                  |
| 1999 |                                | Carlo's Wake                                      | Angela Torello                 |                  |
| 2000 | Kék hold                       | Blue Moon                                         | Maggie Cavallo                 |                  |
| 2001 |                                | Piñero                                            | Miguel anyja                   |                  |
| 2003 | A senki gyermekei              | Casa de los Babys                                 | Señora Muñoz                   |                  |
| 2003 | Scooby-Doo és a mexikói szörny | Scooby-Doo! and the Monster of Mexico             | Doña Dolores (hangja)          | Illyés Mari      |
| 2004 | Sorsfordító rabbi              | King of the Corner                                | Inez                           |                  |
| 2006 |                                | Play It by Ear                                    | Ruth                           |                  |
| 2014 | Rio 2.                         | Rio 2                                             | Mimi néni (hangja)             | Halász Aranka    |
| 2014 |                                | Six Dance Lessons in Six Weeks                    | Ida Barksdale                  |                  |
| 2016 |                                | Remember Me                                       | Nanna / Gloria Sachs           |                  |
| 2021 |                                | Rita Moreno: Just a Girl Who Decided to Go for It | önmaga                         |                  |
| 2021 |                                | Torch                                             | Francine néni                  |                  |
| 2021 | West Side Story                | West Side Story                                   | Valentina                      | Zsurzs Kati      |
| 2021 |                                | Curious George: Cape Ahoy                         | Gertrude St. John (hangja)     |                  |
| 2022 | A csíny                        | The Prank                                         | Mrs. Wheeler                   | Halász Aranka    |
| 2022 | Apám sárkánya                  | My Father's Dragon                                | Mrs. McClaren (hangja)         | Horváth Zsuzsa   |
| 2022 |                                | Santa Bootcamp                                    | Belle                          |                  |
| 2023 | Drukkernénik                   | 80 for Brady                                      | Maura                          | Rátonyi Hajni    |
| 2023 | Halálos iramban 10.            | Fast X                                            | Abuela Toretto                 | Ecsedi Erzsébet  |
| 2023 | Családi cserebere              | Family Switch                                     | Angelica                       | Pálos Zsuzsa     |

### Televízió

#### Tévéfilm
| Év   | Magyar cím       | Eredeti cím                                          | Szerep                | Magyar hang |
| ---- | ---------------- | ---------------------------------------------------- | --------------------- | ----------- |
| 1959 |                  | The Fat Man: The Thirty-Two Friends of Gina Lardelli | Gina Lardelli         |             |
| 1974 |                  | Dominic's Dream                                      | Anita Bente           |             |
| 1979 |                  | Anatomy of a Seduction                               | Nina                  |             |
| 1981 |                  | Evita Peron                                          | Renata Riguel         |             |
| 1982 |                  | Portrait of a Showgirl                               | Rosella DeLeon        |             |
| 1988 | Zárt kör         | Tales from the Hollywood Hills: Closed Set           | Julie Forbes          | Borbás Gabi |
| 1995 |                  | The Best Defense                                     | Flores bírónő         |             |
| 1995 |                  | The Wharf Rat                                        | anya                  |             |
| 1998 | Bűntársak        | The Spree                                            | Irma Kelly            |             |
| 1999 |                  | Resurrection                                         | Mimi                  |             |
| 1999 |                  | The Rockford Files: If It Bleeds... It Leads         | Rita Kapkovic Landale |             |
| 2003 | Kezdd újra, Sam! | Open House                                           | Lydia Fitch           |             |
| 2004 |                  | Copshop                                              | Mary Alice            |             |
| 2013 | Nicky Deuce      | Nicky Deuce                                          | Tutti                 | Kovács Nóra |
| 2014 |                  | Old Soul                                             | Rita                  |             |
| 2015 |                  | A Gift of Miracles                                   | Beverly               |             |

#### Sorozat
| Év        | Cím                                                                          | Szerep (zárójelben az évad (S) és/vagy az epizód (E) száma)                                                             |
| --------- | ---------------------------------------------------------------------------- | --- |
| 1952      | Fireside Theatre                                                             | Maria (S4E19) ? (S4E28)                                                                                                 |
| 1952      | China Smith                                                                  | Mariaman (S1E01) |
| 1952      | Schlitz Playhouse                                                            | Lit-Lit (S2E02) |
| 1953–59   | General Electric Theater                                                     | 1953: ? (S2E05) 1959: Michal hercegnő (S7E16)                                                                           |
| 1954      | Where's Raymond?                                                             | próbaepizód |
| 1954      | The Ford Television Theatre                                                  | Serene Crane (S2E33) |
| 1954      | Cavalcade of America                                                         | ? (S2E31) |
| 1954      | The New Adventures of China Smith                                            | ? (S1E01) |
| 1956      | The 20th Century-Fox Hour                                                    | Sonseeahray (S1E15) |
| 1956–58   | Climax!                                                                      | 1956: Irene (S3E07) 1957: Maria (S3E22) 1957: Denise Cardoza (S3E41) 1958: Francesca (S4E31)                            |
| 1957      | Matinee Theatre                                                              | (S2E133) |
| 1958      | The Red Skelton Hour                                                         | Señorita Delores (S7E18)                                                                                                |
| 1958      | Father Knows Best                                                            | Chanthini (S5E10) |
| 1959      | Tales of Wells Fargo                                                         | Lola Montez (S3E22) |
| 1959      | Trackdown                                                                    | Tina (S2E22) |
| 1959      | Zane Grey Theater                                                            | Linda (S3E21) |
| 1959      | The Millionaire                                                              | Alicia Osante (S5E26)                                                                                                   |
| 1959      | Cimarron City                                                                | Elena Maria Obregon de Vega (S1E25)                                                                                     |
| 1960      | Playhouse 90                                                                 | Rita (S4E14) |
| 1960      | Bourbon Street Beat                                                          | Manuela Ruiz (S1E32) |
| 1960      | Richard Diamond, Private Detective                                           | Maria Ferrari (S4E04)                                                                                                   |
| 1960      | Zorro                                                                        | Chulita (S3E01 és E02)                                                                                                  |
| 1960      | The Magical World of Disney                                                  | Chulita (S7E2 és E03)                                                                                                   |
| 1961      | Michael Shayne                                                               | Myra (S1E30) |
| 1961      | Adventures in Paradise                                                       | Inez Sanders (S3E03) |
| 1962      | The Ed Sullivan Show                                                         | Anita (S15E31) |
| 1963      | Burke's Law                                                                  | Margaret Cowls (S1E05)                                                                                                  |
| 1965      | Seaway                                                                       | Annabelle (S1E05) |
| 1965      | The Trials of O'Brien                                                        | Caressa (S1E12) |
| 1967      | Run for Your Life                                                            | Anita (S3E01) |
| 1971–77   | The Electric Company                                                         | Carmela / a rendező / Pandora, a kislány és mások                                                                       |
| 1973      | Hec Ramsey                                                                   | Lina Ramirez (S2E01) |
| 1974      | Medical Center                                                               | Lydia (S6E06) |
| 1975–76   | On the Rocks                                                                 | 1975: ? (S1E01) 1976: ? (S1E22)                                                                                         |
| 1977      | Lanigan's Rabbi                                                              | Millie Hillman (S1E01)                                                                                                  |
| 1977      | Westside Medical                                                             | Leonor Carbajal (S1E02)                                                                                                 |
| 1978–79   | The Rockford Files                                                           | Rita Capkovic (S4E16, S5E02 és S6E09)                                                                                   |
| 1981      | Trapper John, M.D.                                                           | Liz Boyce (S2E13) |
| 1981      | CBS Library                                                                  | ? (?) |
| 1982      | American Playhouse                                                           | pincérnő (S1E14) |
| 1982–83   | Nine to Five                                                                 | Violet Newstead |
| 1983      | Szerelemhajó (The Love Boat)                                                 | Gladys Gordon (S7E07 és E08)                                                                                            |
| 1987      | The Cosby Show                                                               | Mrs. Granger (S3E18) |
| 1987      | Öreglányok (The Golden Girls)                                                | Renee Corliss (S2E26)                                                                                                   |
| 1987–90   | Szezám utca (Sesame Street)                                                  | 1987: Teresa / énekes a 'Women Can Be' zeneszámban (S19E03) 1990: Teresa / énekes a 'Women Can Be' zeneszámban (S22E02) |
| 1989      | Miami Vice                                                                   | Madelyn Woods kongresszusi tag (S5E11)                                                                                  |
| 1989–90   | B.L. Stryker                                                                 | Kimberly Baskin |
| 1991      | Top of the Heap                                                              | Alixandra Stone |
| 1993      | Hearts Afire                                                                 | Rhonda Hall szenátor (S1E17)                                                                                            |
| 1993      | Gézengúz hiúz (Bonkers)                                                      | hang (S1E24 és E57) |
| 1994      | A dadus (The Nanny)                                                          | Mrs. Wickervich Stone (S1E19)                                                                                           |
| 1994      | The Larry Sanders Show                                                       | önmaga (S3E05) |
| 1994      | A bolygó kapitánya (Captain Planet and the Planeteers)                       | Ella Salvator hangja (S5E04)                                                                                            |
| 1994–95   | Cosby nyomozó rejtélyei (The Cosby Mysteries)                                | Angie Corea |
| 1994–99   | Where on Earth is Carmen Sandiego?                                           | Carmen Sandiego |
| 1995      | Burke's Law                                                                  | Jackie Lodge (S2E03) |
| 1995      | Women of the House                                                           | önmaga (S1E09) |
| 1995      | A varázslatos iskolabusz                                                     | Dr. Carmina Skeledon hangja (S2E03)                                                                                     |
| 1997      | Murphy Brown                                                                 | Dr. Goldman (S10E03) |
| 1997      | Angyali érintés (Touched by an Angel)                                        | Amanda Revere (S4E10)                                                                                                   |
| 1997–2003 | Oz (Oz)                                                                      | Peter Marie Reimondo nővér                                                                                              |
| 2000      | Buddy Faro                                                                   | ? (S1E10) |
| 2001      | Latin pofonok (Resurrection Blvd.)                                           | ? (S1E18) |
| 2002      | Amerikai család (American Family)                                            | Juana (S1E09 és E10) |
| 2003      | Mrs. Klinika (Strong Medicine)                                               | Lydia (S3E21) |
| 2003      | Őrangyal (The Guardian)                                                      | Caroline Novack (S2E13, E17 és E19)                                                                                     |
| 2003      | FBI ügynökök bevetésen (The Handler)                                         | Danielle Isabella (S1E11)                                                                                               |
| 2005      | Esküdt ellenségek: Az utolsó szó jogán (Law & Order: Trial by Jury)          | Mildred Quintana (S1E11)                                                                                                |
| 2005      | Esküdt ellenségek: Különleges ügyosztály (Law & Order: Special Victims Unit) | Mildred Quintana (S6E20)                                                                                                |
| 2005      | Élve vagy halva (Wanted)                                                     | Mrs. Kelly (S1E07) |
| 2006–07   | Esküdt ellenségek: Bűnös szándék (Law & Order: Criminal Intent)              | Frances Goren (S6E08, E15 és E21)                                                                                       |
| 2007      | George Lopez                                                                 | Luisa Diaz (S6E04) |
| 2007      | Ki ez a lány? (Ugly Betty)                                                   | Mirta néni (S1E22) |
| 2007      | A cukorbáró (Cane)                                                           | Amalia Duque |
| 2010      | Célkeresztben (In Plain Sight)                                               | Rita Ramirez (S3E03) |
| 2011      | Oso különleges ügynök (Special Agent Oso)                                    | Abuela (S2E19) |
| 2011–13   | Míg az élet el nem választ (Happily Divorced)                                | Dori Newman |
| 2013      | Welcome to the Family                                                        | Lita (S1E07 és E09) |
| 2015      | Meg-boldogulni (Getting On)                                                  | Lily Claire nővér (S3E06)                                                                                               |
| 2015–18   | Nina's World                                                                 | Abuelita |
| 2015–19   | Szeplőtelen Jane (Jane the Virgin)                                           | Liliana De La Vega |
| 2016      | A Grace klinika (Grey's Anatomy)                                             | Gayle McColl (S12E14)                                                                                                   |
| 2016      | Grace és Frankie (Grace and Frankie)                                         | Lucy Chambers (S2E02)                                                                                                   |
| 2017–20   | One Day at a Time                                                            | Lydia Riera |
| 2018      | Elena, Avalor hercegnője (Elena of Avalor)                                   | Camila királynő (S2E15 és E16)                                                                                          |
| 2019      | Carmen, a mestertolvaj (Carmen Sandiago)                                     | Cookie Booker (S1E01, E02 és E04)                                                                                       |
| 2019–20   | Bless This Mess                                                              | Theresa (S1E06, E08 és E11)                                                                                             |
| 2021      | Maya and the Three                                                           | Ah Puch hangja (öt epizód)                                                                                              |
| 2022      | Zöld sonka és zöld tojás (Green Eggs and Ham)                                | Dookess hangja (hét epizód)                                                                                             |
| 2023      | Lopez vs. Lopez                                                              | Dolores (S1E07) |
| 2023      | Princess Power                                                               | Bussyboots (öt epizód)                                                                                                  |

## Szerepei a Broadwayn
- 1945: Skydrift (Rosita Cosio néven)
- 1964–65: The Sign in Sidney Brustein's Window
- 1970–71: Last of the Red Hot Lovers
- 1970: Gantry
- 1974: The National Health
- 1975–76: The Ritz
- 1981: Wally's Cafe
- 1985–86: Furcsa pár

## Fontosabb díjak és jelölések
| Cím                                | Díj                                                                                                 | Eredmény        |
| Filmszereplések                    | Filmszereplések                                                                                     | Filmszereplések |
| ---------------------------------- | --------------------------------------------------------------------------------------------------- | --------------- |
| West Side Story                    | Golden Globe-díj a legjobb női mellékszereplőnek                                                    | Elnyerte        |
| West Side Story                    | Oscar-díj a legjobb női mellékszereplőnek                                                           | Elnyerte        |
| The Electric Company: Out to Lunch | Primetime Emmy-díj a legjobb színésznek varietében vagy zenés műsorban                              | Jelölve         |
| Muppet Show                        | Primetime Emmy-díj a legjobb színésznek varietében vagy zenés műsorban                              | Elnyerte        |
| Ritz fürdőház                      | BAFTA-díj a legjobb női főszereplőnek                                                               | Jelölve         |
| Ritz fürdőház                      | Golden Globe-díj a legjobb női főszereplőnek – filmmusical vagy vígjáték                            | Jelölve         |
| The Rockford Files                 | Primetime-Emmy díj a legjobb vendégszínésznőnek (drámasorozat)                                      | Elnyerte        |
| The Rockford Files                 | Primetime Emmy-díj a legjobb női főszereplőnek (drámasorozat)                                       | Jelölve         |
| CBS Library                        | Daytime Emmy-díj a legjobb előadónak gyerekműsorban                                                 | Jelölve         |
| Portrait of a Showgirl             | Primetime Emmy-díj a legjobb női mellékszereplőnek (televíziós minisorozat vagy tévéfilm)           | Jelölve         |
| 9 to 5                             | Golden Globe-díj a legjobb női főszereplőnek (musical vagy vígjátéksorozat)                         | Jelölve         |
| 9 to 5                             | Primetime Emmy-díj a legjobb női főszereplőnek (vígjátéksorozat)                                    | Jelölve         |
| Where on Earth Is Carmen Sandiego? | Daytime Emmy-díj a legjobb előadónak gyerekműsorban                                                 | Jelölve         |
| Where on Earth Is Carmen Sandiego? | Daytime Emmy-díj a legjobb előadónak gyerekműsorban                                                 | Jelölve         |
| Where on Earth Is Carmen Sandiego? | Daytime Emmy-díj a legjobb előadónak gyerekműsorban                                                 | Jelölve         |
| Színpadi szereplések               | |                 |
| The Ritz                           | Tony-díj a legjobb női mellékszereplőnek színdarabban                                               | Elnyerte        |
| Zenei munkásság                    | |                 |
| The Electric Company               | Grammy-díj a legjobb felvételnek gyermekek számára (megosztva Bill Cosbyval és Christopher Cerffel) | Elnyerte        |
| Tiszteletbeli díjak                | |                 |
| életműdíj                          | csillag a Hírességek sétányán                                                                       | Elnyerte        |
| életműdíj                          | Screen Actors Guild-életműdíj                                                                       | Elnyerte        |